# Alapalooza
 (mai 2017).
Si vous disposez d'ouvrages ou d'articles de référence ou si vous connaissez des sites web de qualité traitant du thème abordé ici, merci de compléter l'article en donnant les références utiles à sa vérifiabilité et en les liant à la section « Notes et références ».
Albums de "Weird Al" Yankovic
Off the Deep End
(1992) Bad Hair Day
(1996)
Singles
1. Jurassic Park
Sortie : 1er juillet 1993
2. Bedrock Anthem
Sortie : 16 novembre 1993
3. Achy Breaky Song
Sortie : 7 décembre 1993

Alapalooza est le huitième album studio du chanteur et parodiste américain « Weird Al » Yankovic, sorti en 1993.

## Présentation
À l'achèvement de son album précédent,Off the Deep End, Yankovic avait déjà écrit toutes les chansons originales qu'il prévoyait d'utiliser pour sa prochaine sortie.
Ce nouvel album, qui sera intitulé Alapalooza, en référence au festival de musique Lollapalooza, se compose de sept chansons originales et de cinq parodies. Il produit trois singles parodiques : Jurassic Park (en), Bedrock Anthem (en) et Achy Breaky Song (en).
Jurassic Park se classe dans les cinq premiers du classement des singles du magazine musical canadien The Record.
Parmi les créations originales de l'album, on retrouve Talk Soup, un morceau initialement destiné à remplacer le thème de l'émission télévisée du même nom (en), et Harvey the Wonder Hamster, le populaire jingle de l'une des émissions spéciales de Al TV (en) de Yankovic.
Une compilation de vidéos musicales, intitulée Alapalooza: les vidéos, est diffusée l'année suivante et contient quatre clips dont seulement deux proviennent de son album éponyme.
L'une des vidéos, celle de Jurassic Park, est entièrement animée dans le style claymation et reçoit une nomination pour le Grammy Award de la meilleure vidéo musicale lors de la 37e édition de la remise des récompenses en 1995, perdant devant Love Is Strong des Rolling Stones.
Malgré une critique mitigée, voire négative, pour l'album Alapalooza et une analyse également peu enthousiaste pour l'offre vidéo, l'album est certifié "or" aux États-Unis par la Recording Industry Association of America dès la fin de l'année, atteignant la 46e place du Billboard 200 et devient "double platine" au Canada.

## Liste des titres
Le détail suivant est adapté des notes de l'album.
| 1.    | Jurassic Park                    | Jimmy Webb, Alfred Yankovic                                                | MacArthur Park par Richard Harris                              | 3:55 |
| 2.    | Young, Dumb & Ugly               | Yankovic                                                                   | Style parodique de AC/DC                                       | 4:24 |
| 3.    | Bedrock Anthem                   | Anthony Kiedis, John Frusciante, Michael Balzary, Chadwick Smith, Yankovic | Under the Bridge et Give It Away par les Red Hot Chili Peppers | 3:43 |
| 4.    | Frank's 2000" TV                 | Yankovic                                                                   | Style parodique des premiers travaux de R.E.M.                 | 4:07 |
| 5.    | Achy Breaky Song                 | Don Von Tress, Yankovic                                                    | Achy Breaky Heart par Billy Ray Cyrus                          | 3:23 |
| 6.    | Traffic Jam                      | Yankovic                                                                   | Original                                                       | 4:01 |
| 7.    | Talk Soup                        | Yankovic                                                                   | Original                                                       | 4:25 |
| 8.    | Livin' in the Fridge             | Steven Tyler, Anthony Perry, Mark Hudson, Yankovic                         | Livin' on the Edge par Aerosmith                               | 3:55 |
| 9.    | She Never Told Me She Was a Mime | Yankovic                                                                   | Original                                                       | 4:54 |
| 10.   | Harvey the Wonder Hamster        | Yankovic                                                                   | Original                                                       | 0:21 |
| 11.   | Waffle King                      | Yankovic                                                                   | Style parodique de Peter Gabriel                               | 4:25 |
| 12.   | Bohemian Polka                   | Freddie Mercury                                                            | Version polka de Bohemian Rhapsody par Queen                   | 3:39 |
| 44:34 |                                  |                                                                            |                                                                |      |

| Titre bonus - Édition japonaise (19 novembre 1993) | Titre bonus - Édition japonaise (19 novembre 1993) | Titre bonus - Édition japonaise (19 novembre 1993) | Titre bonus - Édition japonaise (19 novembre 1993) | Titre bonus - Édition japonaise (19 novembre 1993) | Titre bonus - Édition japonaise (19 novembre 1993) | Titre bonus - Édition japonaise (19 novembre 1993) | Titre bonus - Édition japonaise (19 novembre 1993) | Titre bonus - Édition japonaise (19 novembre 1993) | Titre bonus - Édition japonaise (19 novembre 1993) |
| No                                                 | Titre                                              | Durée                                              |                                                    |                                                    |                                                    |                                                    |                                                    |                                                    |                                                    |
| -------------------------------------------------- | -------------------------------------------------- | -------------------------------------------------- | -------------------------------------------------- | -------------------------------------------------- | -------------------------------------------------- | -------------------------------------------------- | -------------------------------------------------- | -------------------------------------------------- | -------------------------------------------------- |
| 13.                                                | Jurassic Park (Version japonaise)                  | 3:54                                               |                                                    |                                                    |                                                    |                                                    |                                                    |                                                    |                                                    |
| 48:40                                              |                                                    |                                                    |                                                    |                                                    |                                                    |                                                    |                                                    |                                                    |                                                    |